# Алоэ Елены
Ало́э Еле́ны (лат. Aloe helenae) — вид растений рода Алоэ семейства Асфоделовые, который встречается в провинции Тулиара на Мадагаскаре. Его популяция находится в критическом состоянии. На сегодняшний день алоэ Елены, которое является эндемиком южного Мадагаскара, состоит из двух или трёх субпопуляций, каждая из которых насчитывает не более 10 взрослых особей. Размножения не наблюдается.